# Горње Базје
Горње Базје је насељено место у саставу општине Лукач у Вировитичко-подравској жупанији, Република Хрватска.

## Историја
До територијалне реорганизације у Хрватској налазило се у саставу старе општине Вировитица.

## Становништво
На попису становништва 2011. године, Горње Базје је имало 498 становника.

## Попис1991.
На попису становништва 1991. године, насељено место Горње Базје је имало 666 становника, следећег националног састава:
| Попис 1991.‍  | Попис 1991.‍  | Попис 1991.‍ | Попис 1991.‍ | Попис 1991.‍ |
| ------------ | ------------ | ----------- | ----------- | ----------- |
|              |              |             |             |             |
| Хрвати       | Хрвати       |             | 618         | 92,79%      |
| Срби         | Срби         |             | 6           | 0,90%       |
| Црногорци    | Црногорци    |             | 3           | 0,45%       |
| Југословени  | Југословени  |             | 1           | 0,15%       |
| Мађари       | Мађари       |             | 1           | 0,15%       |
| Руси         | Руси         |             | 1           | 0,15%       |
| Словенци     | Словенци     |             | 1           | 0,15%       |
| неопредељени | неопредељени |             | 5           | 0,75%       |
| непознато    | непознато    |             | 30          | 4,50%       |
| укупно: 666  |              |             |             |             |